# Friedl Hardt
Friedl Hardt (* 28. Januar 1919 in München; † 11. Juni 1991 ebenda) war eine deutsche Schauspielerin.
Als junges Mädchen war sie im Kinderballett des Bremer Stadttheaters. 
Etwas später trat sie auf vielen Operettenbühnen in Deutschland auf. Harry Piel engagierte sie für eine Dompteusenrolle im Film Der Tiger Akbar (1951). Danach bekam sie eine Hauptrolle im Krimi Die Todesarena (1953) und Nebenrollen in weiteren Filmen. 

## Filmografie
- 1951: Der Tiger Akbar
- 1952: Du bist die Rose vom Wörthersee
- 1952: Mikosch rückt ein
- 1953: Die Todesarena
- 1953: Hab’ ich nur Deine Liebe
- 1953: Hurra – ein Junge!
- 1954: Die tolle Lola
- 1954: Mannequins für Rio
- 1955: Liebe ist ja nur ein Märchen
- 1955: Die Drei von der Tankstelle
- 1955: Ja, ja, die Liebe in Tirol
- 1955: Le chemin du paradis
- 1957: Drei Mann auf einem Pferd